# 유도 (삼호후)
유도(劉度, ? ~ ?)는 전한의 제후로, 하간헌왕의 후손이다.

## 행적
아버지 유이친의 뒤를 이어 삼호후(參戶侯)에 봉해졌다.

## 출전
- 반고, 《한서》 권15상 왕자후표 上

| 선대 아버지 삼호효후 유이친 | 전한의 삼호후 ? ~ ? | 후대 (불명) |